# Bogdanovca, Basarabeasca
Bogdanovca este un sat în cadrul comunei Iserlia, raionul Basarabeasca, Republica Moldova.

## Demografie
Structură etnică
     moldoveni (57,69%)
     ucraineni (19,23%)
     ruși (3,85%)
     găgăuzi (7,69%)
     bulgari (11,54%)
     români (0%)
     evrei (0%)
     polonezi (0%)
     țigani (0%)
     alte etnii / nedeclarată (0%)
Conform datelor recensământului din 2004, populația localității este de 52 locuitori, dintre care 22 (42,31%) bărbați și 30 (57,69%) femei. Structura etnică a populației în cadrul localității arată astfel:
- moldoveni — 30;
- ucraineni — 10;
- ruși — 2;
- găgăuzi — 4;
- bulgari — 6;
- altele / nedeclarată — 0.